# Suzuki Samurai
Il Suzuki Samurai è un fuoristrada compatto prodotto dalla Suzuki dal 1989 fino al 2003.
Si tratta di un'evoluzione dei precedenti modelli Suzuki SJ410 e Suzuki SJ413.
Rispetto a questi presenta ponti più larghi di 9 cm, parafanghi allargati, cruscotto differente e dal 1993 il motore passò dal classico 1324cc a carburatore (montato anche su SJ413) a 1298cc a iniezione. I primi modelli destinati al mercato europeo venivano importati dal Giappone, successivamente vennero anche assemblati in Spagna dalla Santana Motor su licenza della Suzuki, per poter ottenere lo status di "prodotto comunitario" ed evitare le restrizioni introdotte in Europa ai modelli automobilistici nipponici.

## Tecnica
Il Samurai monta sospensioni anteriori e posteriori a ponte rigido e balestre. Il cambio è a 5 marce con riduttore a 2 rapporti.
Versione particolare fu il Samurai SJ80, si tratta di una versione prodotta in pochi esemplari dal 1997 al 1999 come prototipi del Suzuki Jimny dotati delle sospensioni a ponte rigido e molle elicoidali, cruscotto di nuova generazione a fondo bianco, frecce e luci di posizione anteriori sulla calandra e non sul paraurti e parabrezza non abbattibile anche nella versione cabrio.
I motori, sui Santana, arrivavano direttamente dal Giappone, il resto della vettura veniva assemblata con parti europee, che però si sono rivelate di qualità inferiore rispetto alle giapponesi.

### Motori

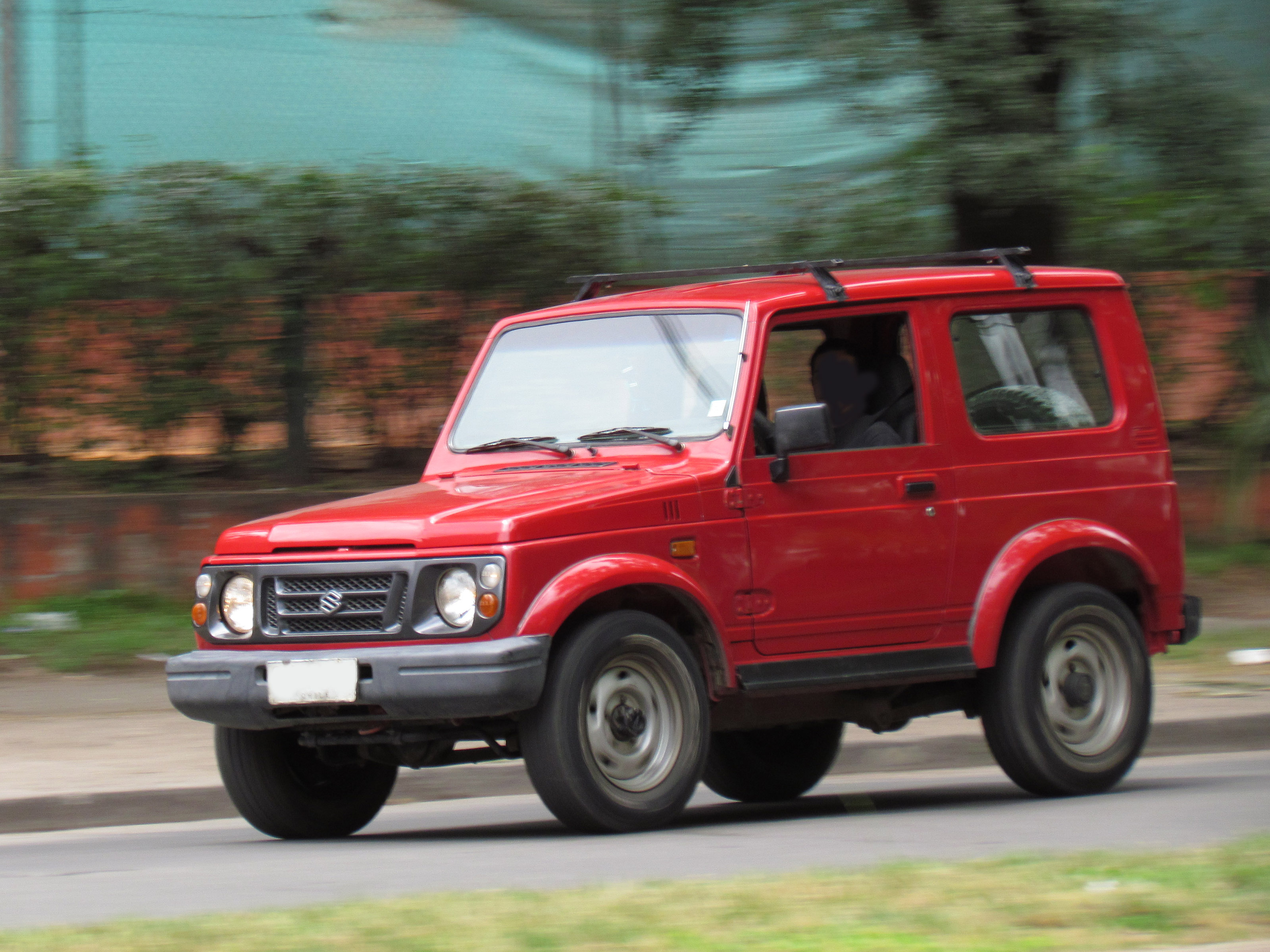
Suzuki Samurai Coily prodotto dal 1997 al 1999 in pochi esemplari come prototipi del Suzuki Jimny

I primi "Samurai" erano commercializzati con motore da 970 cm³ o 1324 cm³ a benzina, (usciti fuori produzione agli inizi del 1993).
Il motore da 1 litro fu disponibile solo in alcune version spagnole.
Il motore di 1324 cm³ a carburatore, aveva 64 cv di potenza.

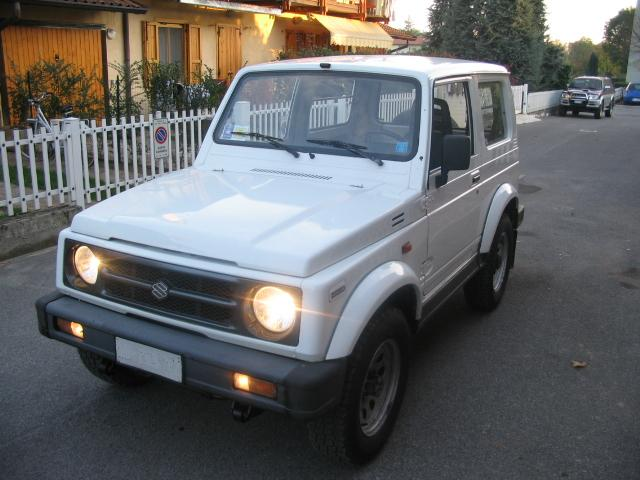
Suzuki Samurai seconda serie prodotto dal 1992 al 1998

Verso l'estate del 1993, a seguito di un leggero restyling della vettura, i modelli seguenti montano un motore di 1298 cm³, a iniezione single point, con 69 cv di potenza massima.

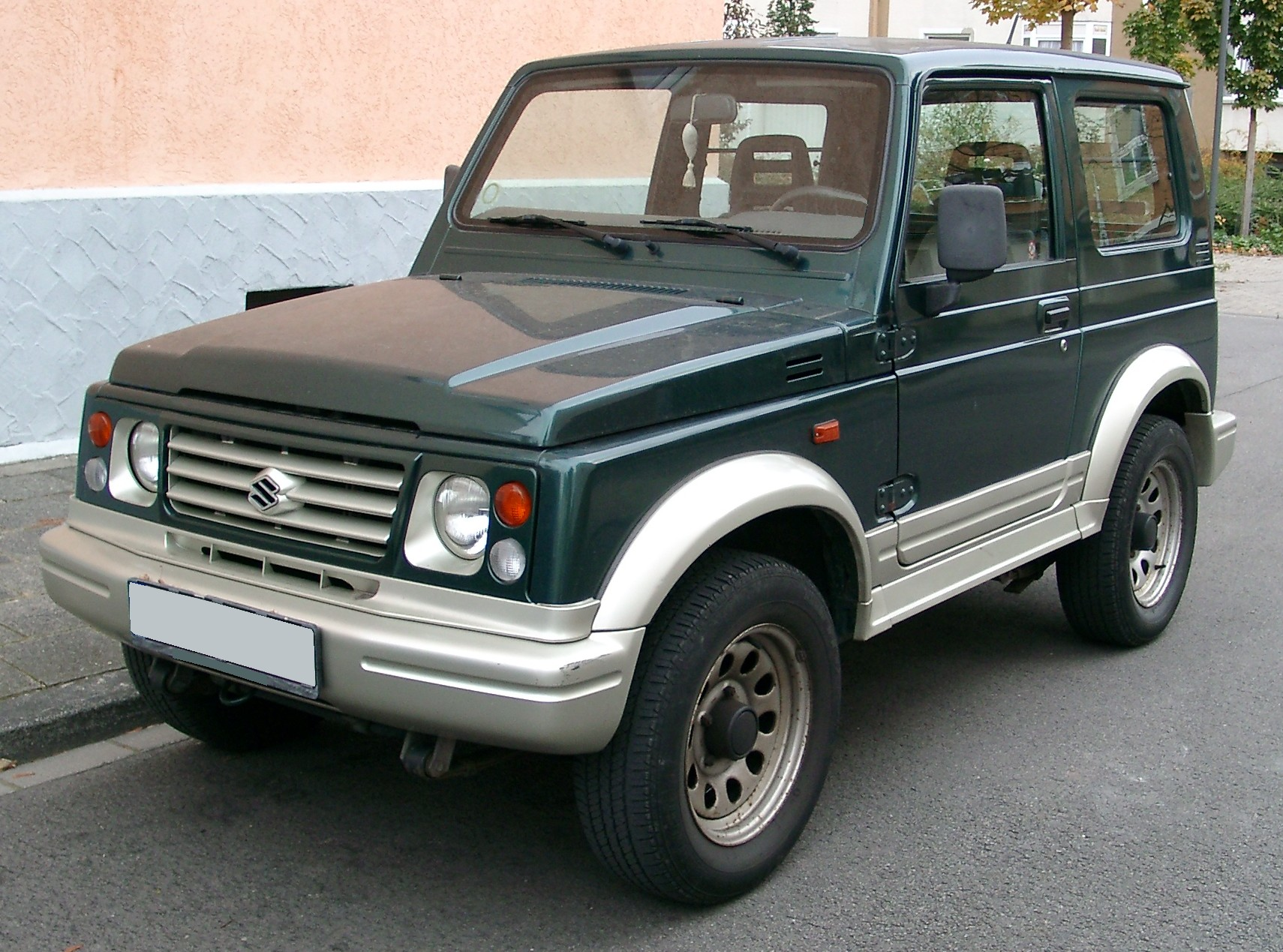
Suzuki Samurai terza serie prodotto dal 1998 al 2003

Nel 1998 vi fu un altro restyling più dettagliato, che vide l'introduzione anche delle versioni a gasolio, dapprima con un motore Peugeot XUD9 da 1905 cm³ e con 62 cv, poi con un Renault F8Q da 1870 cm³ e con 64 cv, il primo turbo e il secondo aspirato, entrambi ad iniezione indiretta.

## Produzione in altri Paesi
I "Suzuki Samurai" furono costruiti anche in Spagna dalla Santana Motor, con il nome Suzuki Santana.
Il Suzuki Samurai è prodotto ancora oggi in India, con un differente marchio ed in versione a passo lungo, dalla Maruti, con il nome di Maruti Gypsy.

## Versioni speciali
La Suzuki Samurai è stata impiegata in vari paesi nelle forze di polizia e dei vigili del fuoco.